# Estuary English
L'Estuary English è ritenuto un accento della lingua inglese largamente parlato nell'Inghilterra sud-orientale, soprattutto lungo le rive del Tamigi e del suo estuario. Il fonetista John C. Wells ha proposto di definirlo come "l'accento comune dell'inglese dell'Inghilterra sud-orientale", contestando però l'idea che la diffusione dell'accento da Londra a tutta la regione non sia nulla di nuovo. Il nome viene appunto dall'area del Tamigi e del suo estuario. L'accento viene parlato da abitanti di Londra, nord Surrey, nord Kent, sud Hertfordshire e sud Essex. L'Estuary English contiene molte caratteristiche del Cockney, e vi sono alcuni dibattiti su quali caratteristiche appartengano al Cockney e quali all'Estuary.
Questa varietà è stata portata all'occhio soprattutto per un articolo di David Rosewarne nel Times Educational Supplement scritto nell'ottobre del 1984. Rosewarne sosteneva che avrebbe persino potuto rimpiazzare nel sud-est la Received Pronunciation. Gli studi suggeriscono che l'Estuary non sia un'unica forma stabile, ma che consista di caratteristiche fonetiche della classe lavoratrice londinese che si stan diffondendo a vari livelli nella scala sociale (soprattutto la classe media) e si allarga geograficamente in altri accenti appunto dell'area sud-orientale.

## Sul nome
Lo studioso Alan Cruttenden preferisce parlare di britannico regionale londinese generale (London Regional General British) piuttosto che usare il termine popolare 'Estuary English'.
I nomi elencati possono abbreviarsi come:
- Estuary English → EE
- London Regional General British → London General,[7] London Regional GB,[6] London RGB[7]

Alcuni autori usano per l'EE nomi differenti per quell'EE vicino al Cockney (Popular London, londinese popolare) e quello vicino alla Received Pronunciation (London Regional Standard o South-Eastern Regional Standard, standard regionale londinese o standard regionale sud-orientale).
Si noti come comunque altri autori utilizzino Popular London per riferirsi allo stesso Cockney.

## Status dell'Estuary English come accento inglese
Il confine tra l'Estuary English ed il Cockney non è molto chiaro. Molti autori infatti hanno affermato che l'Estuary non sia un accento distinto dagli altri dell'area londinese. Il sociolinguista Peter Trudgill considera il nome inappropriato poiché "indicherebbe che stiamo parlando di una nuova varietà, che non è tale e che questa sia confinata alla zona dell'estuario del Tamigi, ancora falso. Questa "etichetta" si riferisce in realtà all'accento della classe medio-bassa opposta all'accento della classe lavorativa, del dialetto moderno delle Home Counties.
Peter Roach ha commentato: "non vi è in realtà alcun accento, ed il termine andrebbe usato con cura. L'idea proviene dall'osservazione sociolinguistica che alcune persone, in eventi pubblici, che prima avrebbero dovuto usare un accento RP cominciano ad incorporare nella propria parlata caratteristiche dell'area londinese come l'uso di occlusive glottidali, che prima avrebbero causato disapprovazioni o commenti".
Foulkes e Docherty affermano "tutte le caratteristiche dell'Estuary possono essere collocate in continuum sia socioliguistico che geografico tra l'RP ed il Cockney, e che van diffondendosi non perché l'Estuary sia in un accento influente costante e definibile, ma perché tali caratteristiche non rappresentano né lo standard né vengono percepite come vigorosamente dialettali, insomma una via di mezzo tra i due poli."

## Caratteristiche
Si possono elencare le seguenti caratteristiche dell'accento:
- È non-rotico (la R non viene mai pronunciata in coda di sillaba).
- Uso della R intrusa: si appone un fonema /r/ laddove non è etimologicamente presente ma solo per prevenire due vocali consecutive. Un esempio è drawing, pronunciato /ˈdrɔːrɪŋ/.
- Presenza di alcuni separazioni vocaliche:
  - Divergenza wholly-holy,[17] per cui wholly /ˈhɒʊli/ non rima con holy /ˈhəʊli/.
  - Divergenza foot-strut, per cui foot /fʊt/ non ha la stessa vocale di strut /strʌt/.
  - Divergenza trap-bath, per cui trap /træp/ ha una vocale diversa da quella di bath /bɑːθ/.
  - Un'altra riportata è la divergenza thought, per cui board /bɔːd/ non rima con bored /bɔəd/.[18] /ɔː/ (pronunciato [ɔʊ] od [oː])[18] appare davanti a consonante, ed /ɔə/ (pronunciato [ɔə] od [ɔː])[18] appare in confine di morfema.[18] Tuttavia, Przedlacka afferma che entrambi i fonemi possono confluire nello stesso monottongo [ɔː].[19]
- Glottalizzazione della T: /t/ viene realizzato come un'occlusiva glottidale sorda quando in posizione non-iniziale, soprattutto finale, piuttosto che con [t] (occlusiva alveolare sorda), dando (pronunciato /kɑːnʔ/).
- Crasi di iod, ossia l'uso delle consonanti affricate [d͡ʒ] e [t͡ʃ] al posto dei gruppi [dj] e [tj] in parole come dune e Tuesday, cioè in sillaba tonica: dunque queste possono divenire omofone di June e choose day, rispettivamente.
- Varie alterazioni della /l/ non prevocalica rispetto all'RP; si possono individuare:
  - L-vocalisation, ossia l'uso di [o] od [ʊ] dove l'RP userebbe [ɫ] in posizione finale od all'interno di un gruppo consonantico, come in sold (pronunciato [sɔʊd]). A Londra ciò può accadere persino davanti a vocale, come nella frase I'd like to ask that girl out [ɡɛo ˈæoʔ].[20] In qualsiasi contesti, gli uomini londinesi tendevano a vocalizzare la L il doppio rispetto alle donne.[20]
  - Secondo Ladefoged e Maddieson, la L velarizzata è talvolta un'approssimante laterale non chiusa, che differirebbe dalla consonante dell'RP solo per la mancanza di un contatto sugli alveoli..[21]
  - La realizzazione come una L chiara [l], come in tantissimi accenti irlandesi. Przedlacka nota che nel suo studio "tutti e quattro i parlanti dell'Essex esibivano una L chiara in pull."[22] Nell'inglese neozelandese, una /l/ chiara in fine di parola (opposta all'usuale vocalizzata [ɯ] della varietà) è stata riportata per alcuni parlanti.[23] Il processo inverso, che causa la velarizzazione della L chiara, non è mai stato segnalato per l'Estuary.
  - A seconda della parola le tre realizzazioni possono alternarsi.[22]

Possibile realizzazione in Estuary del dittongo //əʊ// su un trapezio vocalico, da Lodge

- Pare che il th-fronting attualmente si stia diffondendo nell'Estuary, per esempio nell'Isola di Thanet spesso si chiama questa stessa "Plannit Fannit" (Planet Thanet).[24]
- Mutazioni vocaliche:
  - /iː/ (di FLEECE) può realizzarsi in [iː], [ɪi] od [əi];[19] le prime due sono le più comuni.[25] Davanti ad /l/ velarizzata talvolta diventa un dittongo centrante, [iə].[19]
  - /uː/ (di GOOSE) può realizzarsi in vari modi, tra cui i monottonghi [ʏː], [ɪ̝ː], [ʉː], [ɨː], [ʉ̠ː], [u̟ː][19] ed i dittonghi [ɘɵ], [ɘʏ], [ʏɨ] e [ʊu].[26] Le realizzazioni anteriori ([ʏː], [ɪ̝ː], [ɘʏ] e [ʏɨ]) sono più spesso esibite dalle donne.[19] Dietro ad /l/ velarizzata, la vocale resta sempre posteriore.[27]
  - /ʊ/ può essere centrale (arrotondata o meno, [ʊ̈]/[ɪ̈]),[28] quasi anteriore, [ʏ],[29] od equivalente all'RP, [ʊ]. Quest'ultima si trova sempre davanti ad /l/ velarizzata.
  - /ɔː/ (di THOUGHT), secondo Przedlacka, può avere due realizzazioni: come dittongo, [oʊ] in sillaba chiusa, ed [ɔə] od [ɔ̝ə] nelle aperte,[19] o come monottongo, [ɔː].[19] Secondo Parsons, può essere sia [ɔʊ] che [oː] davanti a consonante, e sia [ɔə] che [ɔː] in confine morfemico.[18]
  - /ʌ/ (di STRUT) può essere [ɒ], [ʌ], [ɐ], [ɐ̟] od [æ],[19] ma [ɐ] prevale.[19] Le ultime due varianti si trovano soprattutto davanti ad /ŋ/.[19] Inoltre queste stesse sono usate più spesso dalle donne.[19]
  - /æ/ (di TRAP) può essere [a], [a̝], [æ], [ɛ̞] od [ɛ].[19][30] Una variante più centrale, [a̠], è stata riscontrata in alcuni parlanti a Reading.[30]
  - /əʊ/ (di GOAT) può avere varie realizzazioni. Secondo le analisi di Przedlacka, queste sono: [əʊ], [ɐʊ], [əʏ] od [ɐʏ]; le ultime due sono più comuni nelle donne.[31] Ha riportato anche un dittongo arrotondato in alcuni parlanti di Essex, [oʊ], e due rari monottonghi, [ɐː] e [o̞ː].[31] Secondo Lodge, Estuary /əʊ/ può realizzarsi [ɑːɪ̯̈] od [ɑːʏ̯̈], con un primo elemento allungato e più aperto che nell'RP, e con un secondo quasi anteriore, con un arrotondamento variabile.[32]
  - /eɪ/ (di FACE), secondo Przedlacka, può essere [ɛ̝ɪ], [ɛɪ], [ɛ̞ɪ] od [æɪ],[31] con una prevalenza di [ɛɪ] e [ɛ̞ɪ].[31]Wells, Wells1994 elenca le realizzazioni [eɪ], [ɛɪ], [æɪ], [ɐɪ] od [ʌɪ].[27]
  - /aɪ/ (di PRICE) può essere [aɪ], [a̠ɪ], [ɑ̟ɪ], [ɒ̟ɪ], [ɑɪ] od [ɒɪ].[31]
  - /aʊ/ (di MOUTH) può essere [aʊ], [aʏ], [æə], [æʊ] od [æʏ].[31] Con [a] si intende una vocale anteriore [a], non una centrale [a̠].[31]
- Fusioni vocaliche davanti ad L velarizzata:
  - /iːl/ (di REEL) si fonde con /ɪəl/ (come in REAL).[27]
  - /ɔɪl/ (di OIL) si fonde con /ɔɪəl/ (di ROYAL).[27]
  - /aʊl/ (di OWL) si fonde con /aʊəl/ (di VOWEL).[27]
  - Tra le altre:
    - /iːl/ (di FEEL) può fondersi con /ɪl/ (di FILL).[27] Essendosi /ɪəl/ fuso con /iːl/,[27] anch'esso subisce la fusione.
    - /uːl/ (di POOL) può fondersi con /ʊl/ (di "pull) ed /ɔːl/ (di PAUL).[27]
    - /eɪl/ (di VEIL) può fondersi con /æl/ (di VAL) ed /aʊəl/ (di VOWEL).[27]
    - /ɛl/ (di WELL) può fondersi con /ɜːl/ (di WHIRL).[27]
    - /aɪl/ (di CHILD'S) può fondersi con /ɑːl/ (di CHARLES).[27]
    - /ɒl/ (as in DOLL) può fondersi con /ɒʊl/ (di DOLE).[27]

Sebbene siano abbastanza simili, queste caratteristiche del Cockney normalmente non sono considerate parte dell'Estuary:
- Elisione di acca, cioè la caduta di /h/ anche in parole provviste d'accento (avendo dunque [æʔ] per hat)[27]
- Realizzazione a monottongo ([æː] od [aː]) di /aʊ/ (di MOUTH).[27]

## Uso
L'Estuary English viene largamente usato nel sud e nel sud-est dell'Inghilterra, soprattutto nei parlanti giovani. Molti lo considerano un accento della classe lavoratrice, nonostante non sia affatto limitato a quest'ultima. In un dibattito concernente proprio un articolo sull'argomento del 1993, un affarista londinese ha affermato che la Received Pronunciation è ormai percepita come antipatica, così che venga preferito l'Estuary English per gli affari commerciali.

Alcuni adottano l'accento per apparire più vicini alla classe dei lavoratori, cioè uomini "più comuni" - si chiamano, con derisione, questi accenti "Mockney". Un allontanamento dall'RP tradizionale è quasi universale tra i giovani della classe media.
Il termine "Estuary English" è talvolta usato con significati dispregiativi: Sally Gunnell, prima atleta olimpica, poi conduttrice del quarto canale della BBC, la lasciò, annunciando di sentirsi "feritissima" dalla mancanza di sostegno della rete dopo le larghe critiche per il suo "insipido stile di intervistare" e l'"orrendo Estuary English".